# Triticum teres
Triticum teres är en gräsart som beskrevs av H.R.Jiang och X.X.Kong. Triticum teres ingår i släktet veten, och familjen gräs. Inga underarter finns listade i Catalogue of Life.